# 夏慤花園

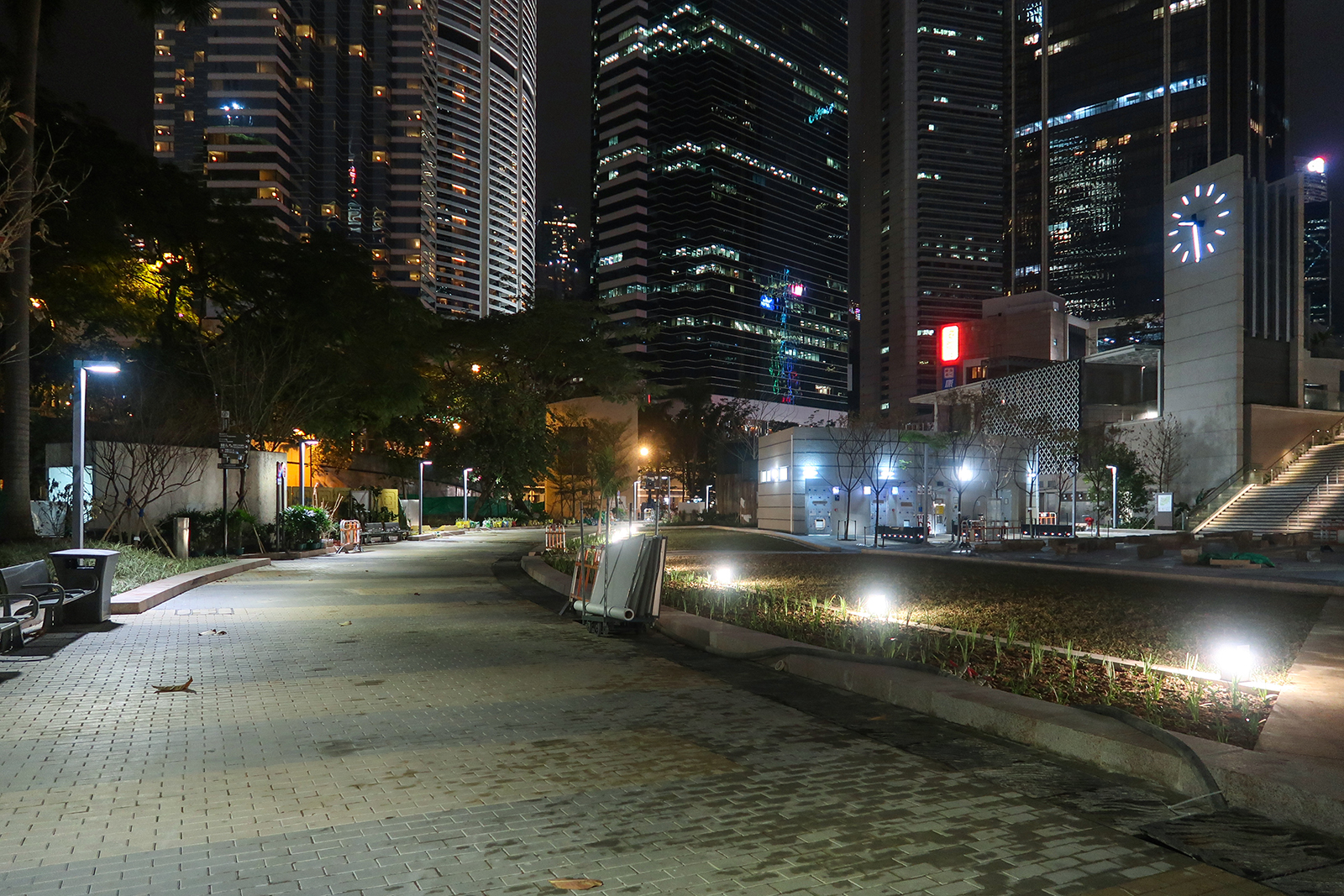
晚上的第二代夏慤花園（2018年）

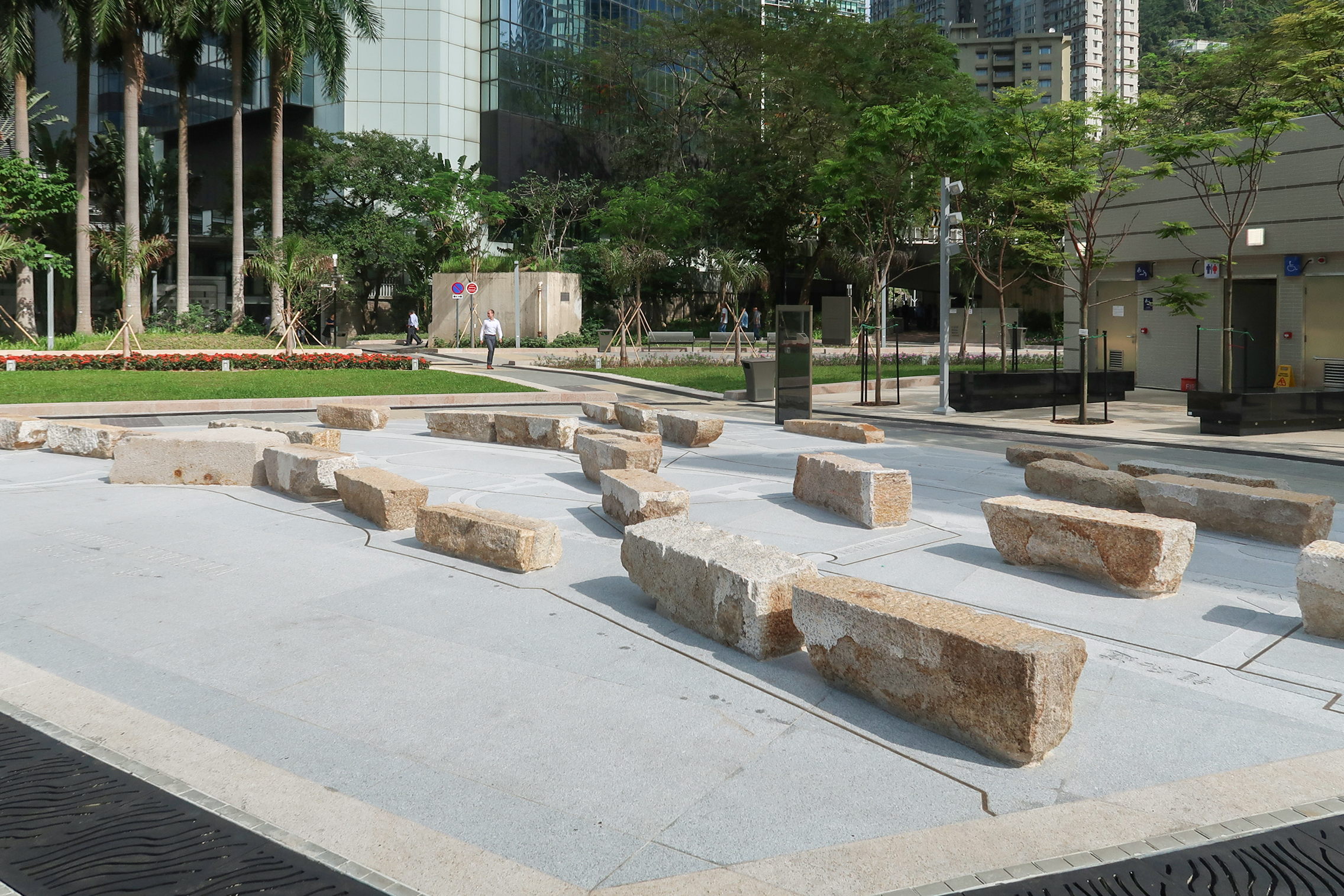
19世紀中期殘存海堤遺跡

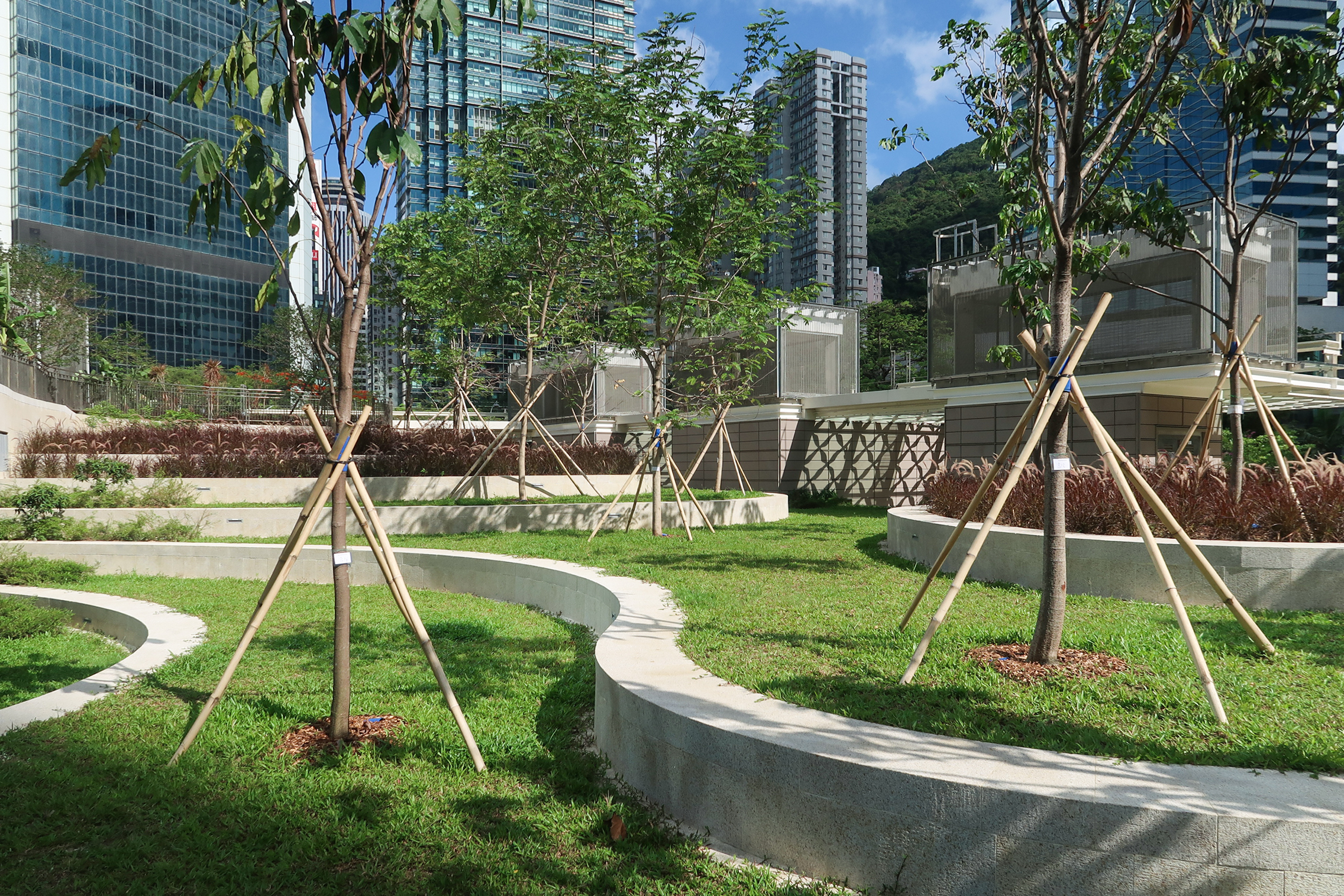
平台上的洋紫荊及決明園

夏慤花園（英語：Harcourt Garden）是香港的一座公園，位於香港島金鐘，在金鐘道以北，夏慤道以南，香港警察總部以西，統一中心以東；夏慤花園的西北面為政府總部。

## 歷史
夏慤花園前身為由駐港英軍設立的威靈頓軍營及海軍船塢的一部份。威靈頓軍營於1970年代初期關閉後，遺址就成為香港地鐵金鐘站的地盤，僅留下位於金鐘道及樂禮道交界的新樂禮大廈。新樂禮大廈於1992年被拆卸，整座遺址於1995年闢作夏慤花園，是為第一代花園。

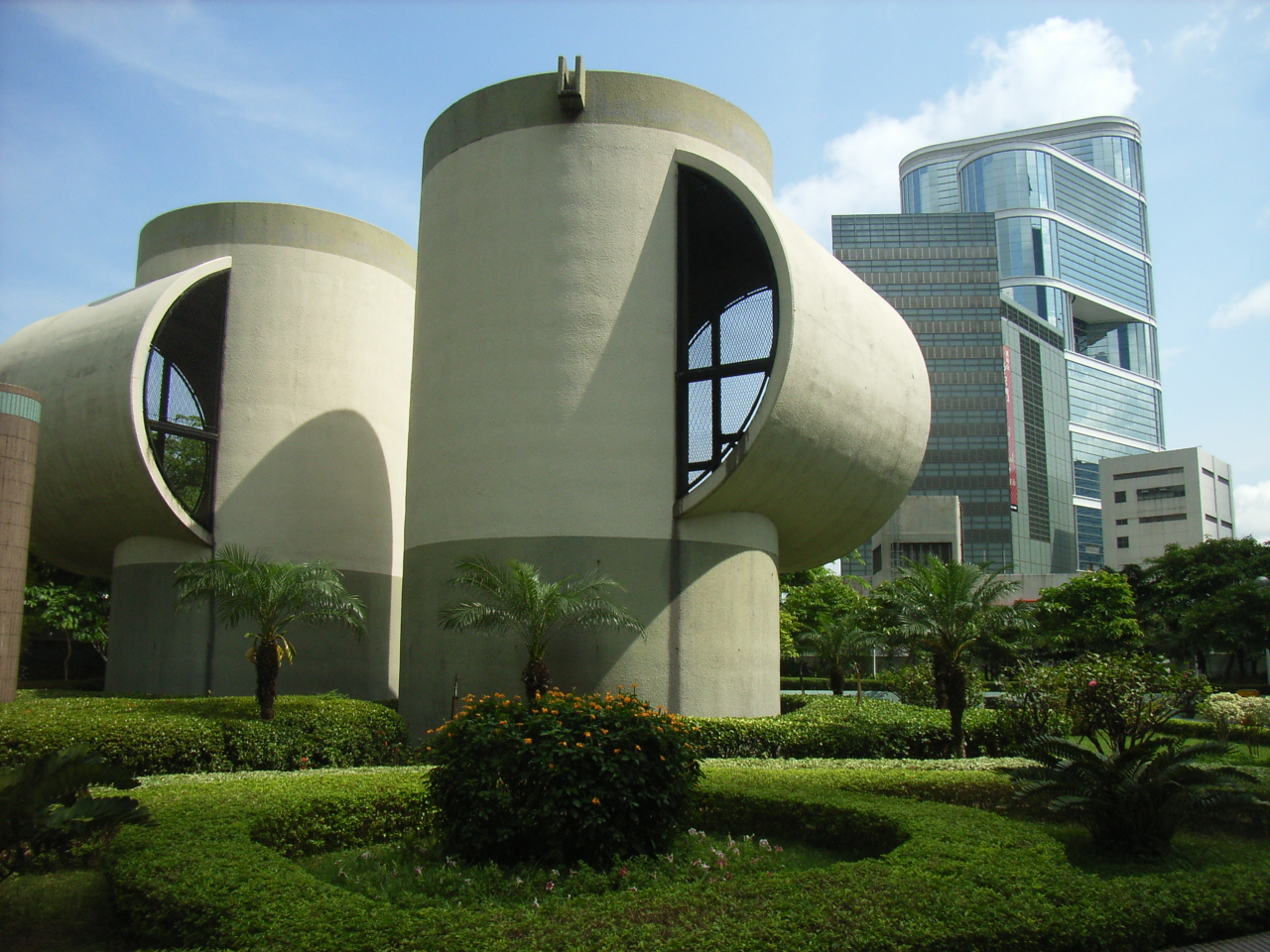
第一代夏慤花園中央出現的這兩座建築物，就是港鐵港島綫金鐘站通風口
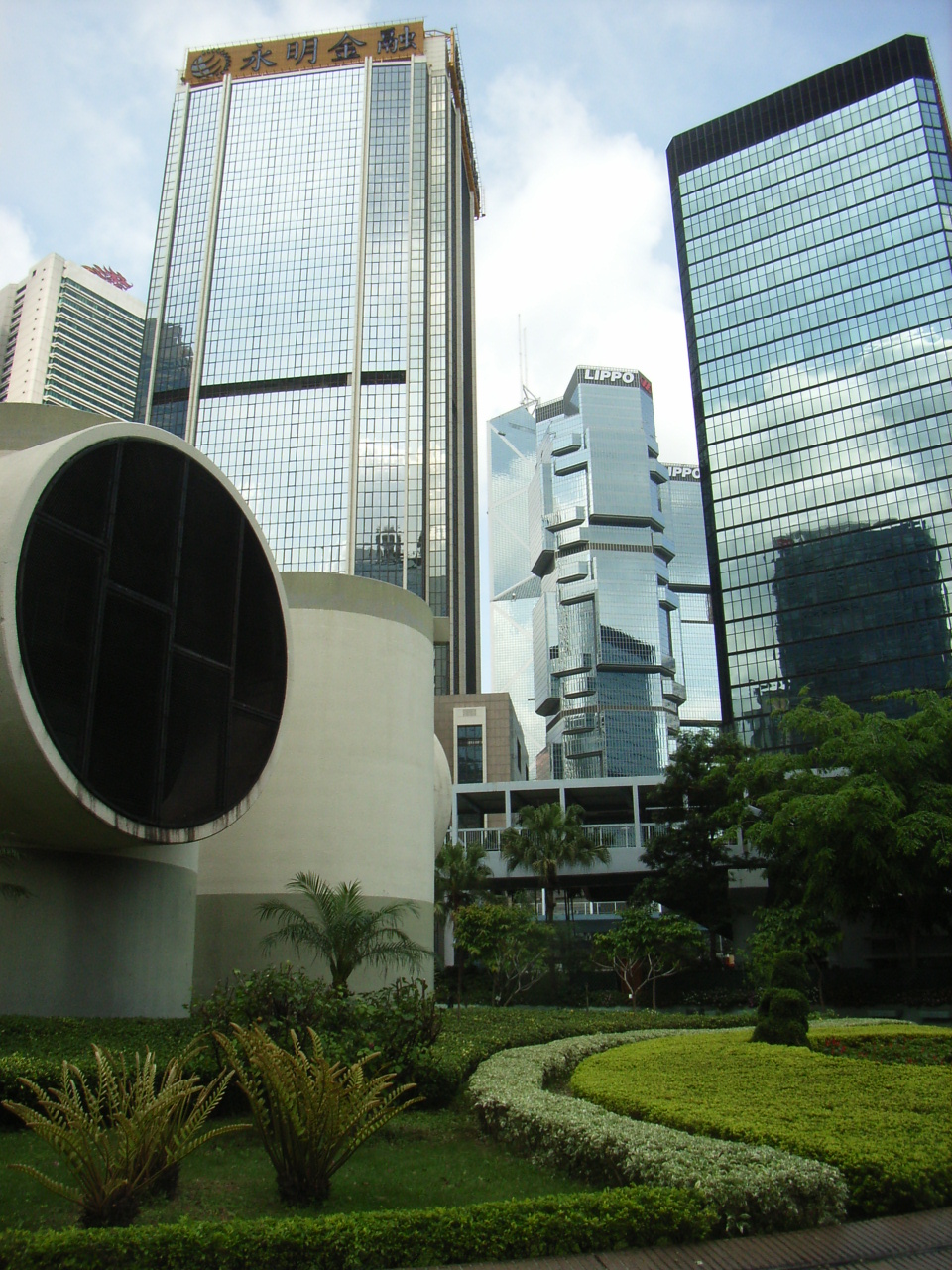
第一代夏慤花園（2006年）

為了配合港鐵南港島綫和沙田至中環綫興建工程，夏慤花園於2011年6月關閉。相關鐵路工程完成後，花園被重新設計為融合港鐵通風大樓及金鐘站出入口的平台花園。總面績達13,500平方米、綠化面積達50%。公園中央會添置鐘樓，成為中區的新地標，而早前工地發現的29件19世紀中期殘存海堤遺跡，亦會融入園景設計。公園亦會設綠化階梯座位、公共洗手間等。
重置工程在2017年12月底大致完成，2018年1月港鐵與康文署展開驗收程序，並於同年4月16日重開供市民使用。

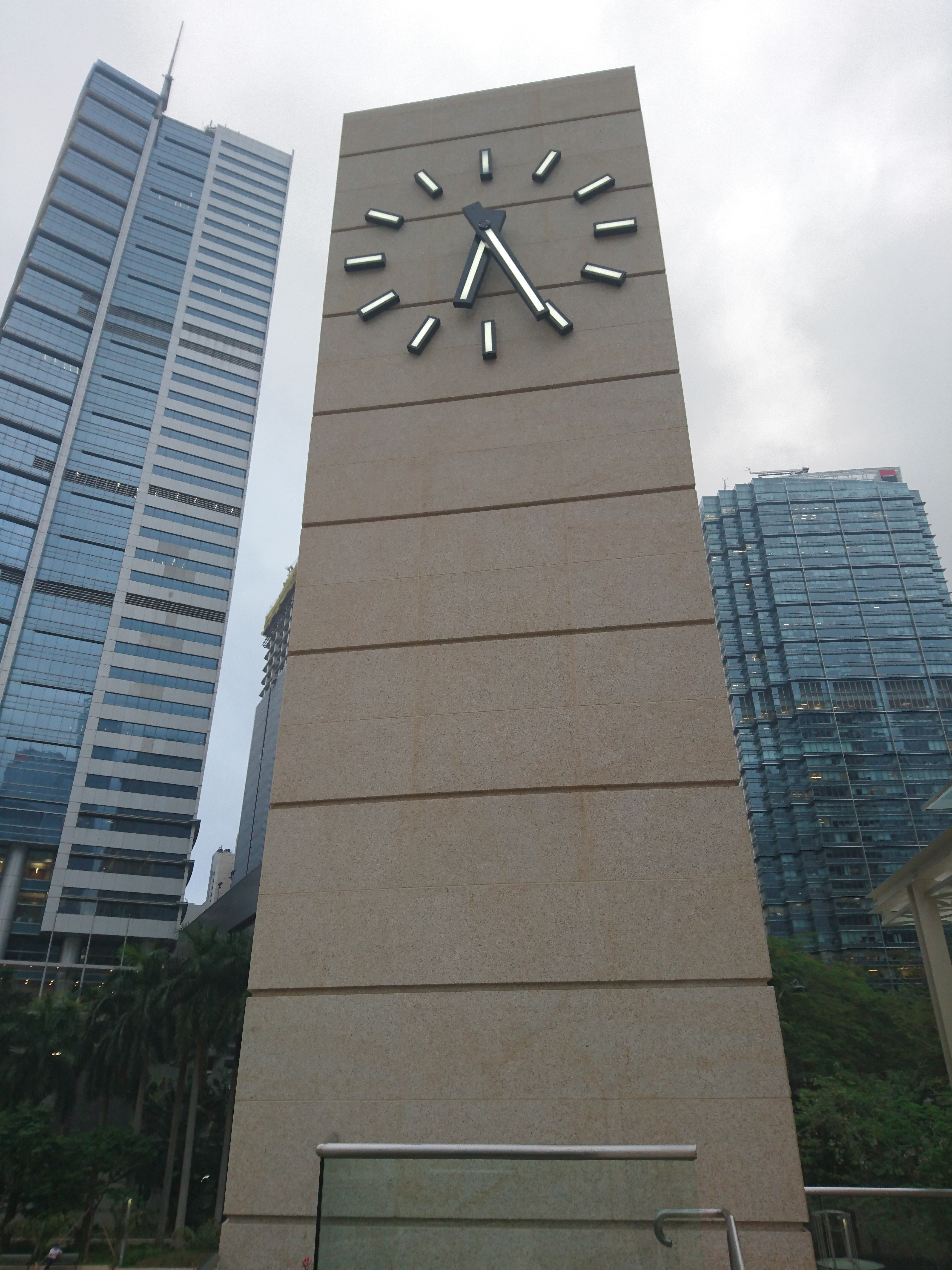
夏慤花園鐘樓
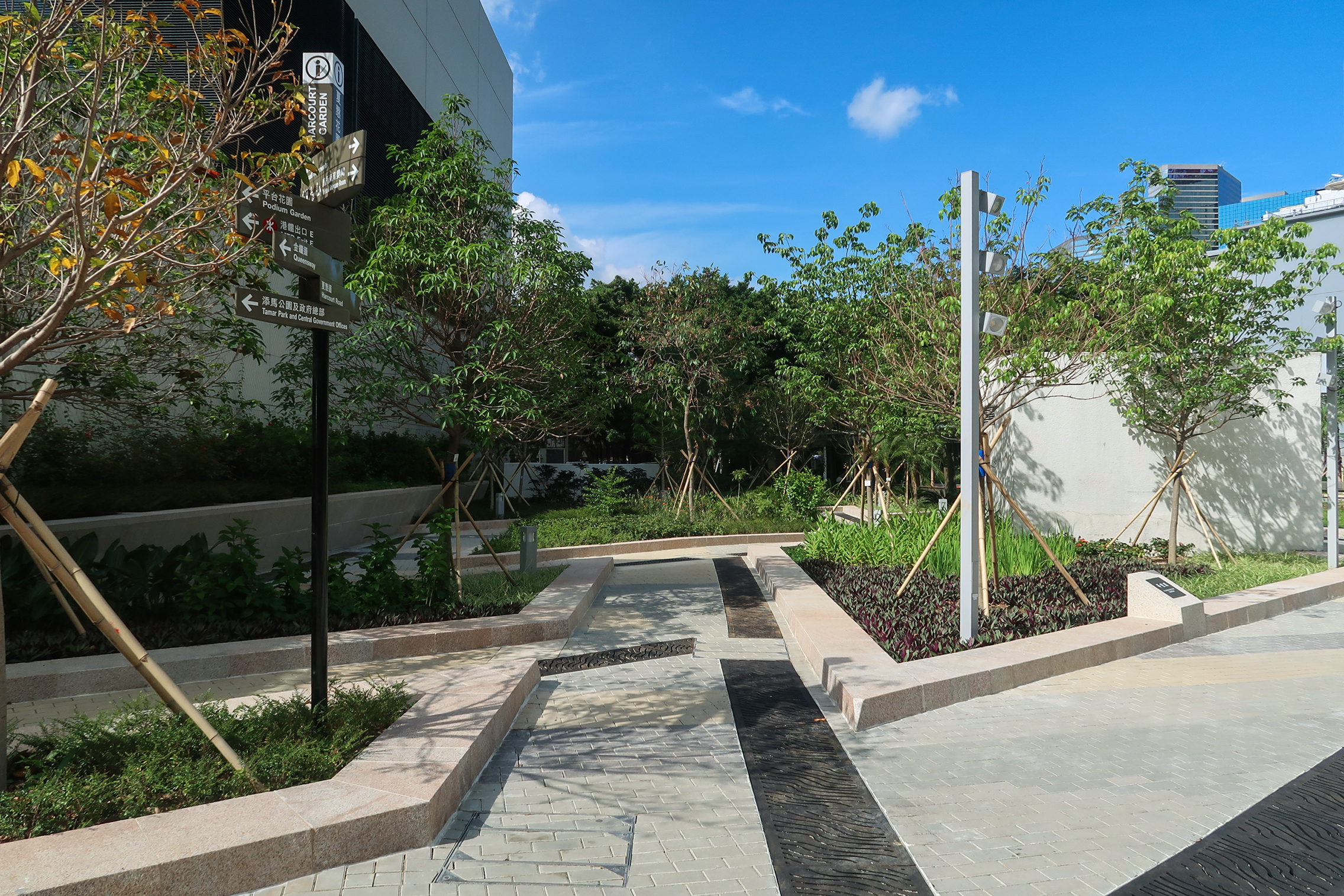
華密園
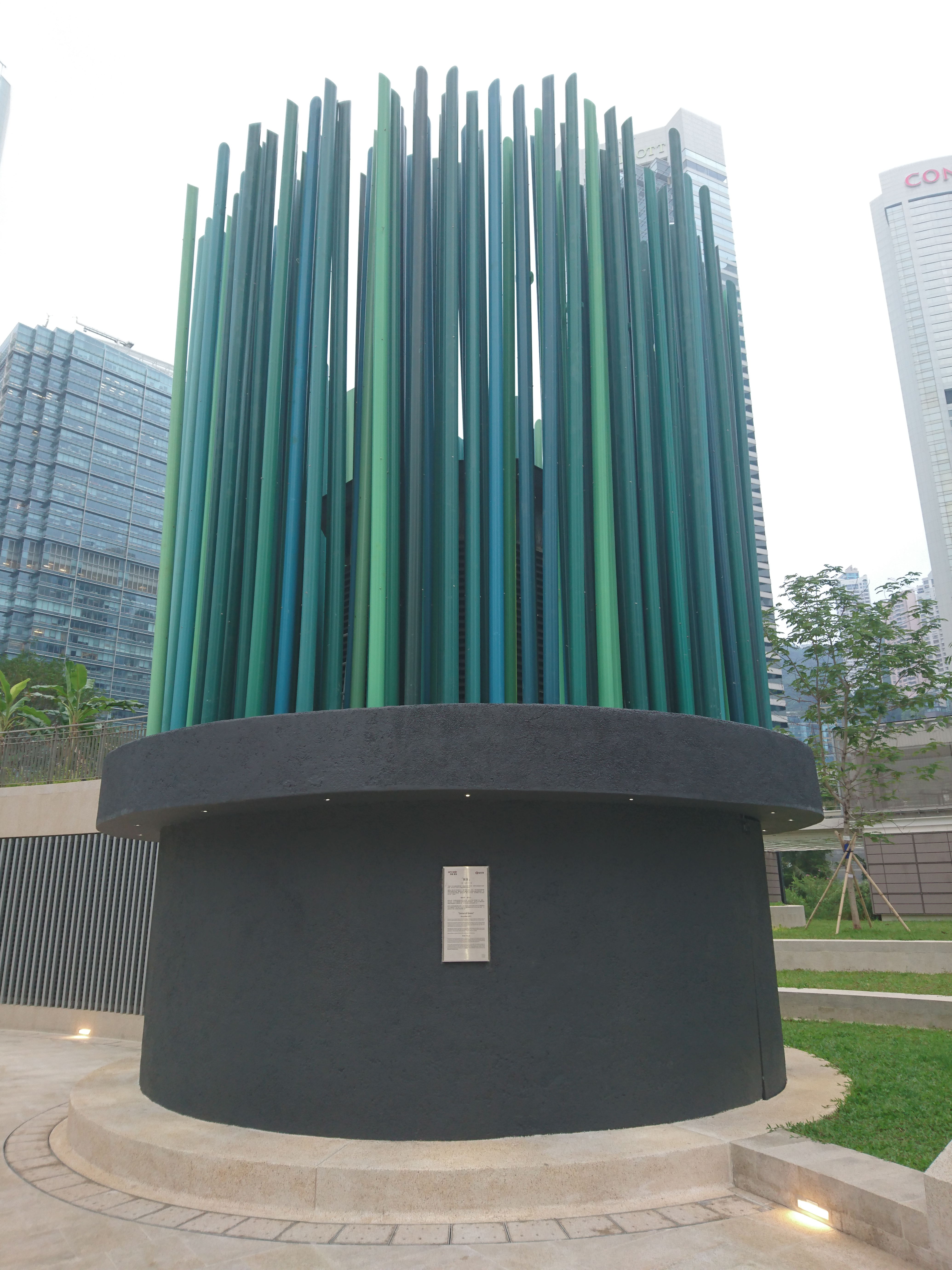
大型藝術品「脈綠」（金鐘站通風豎井）
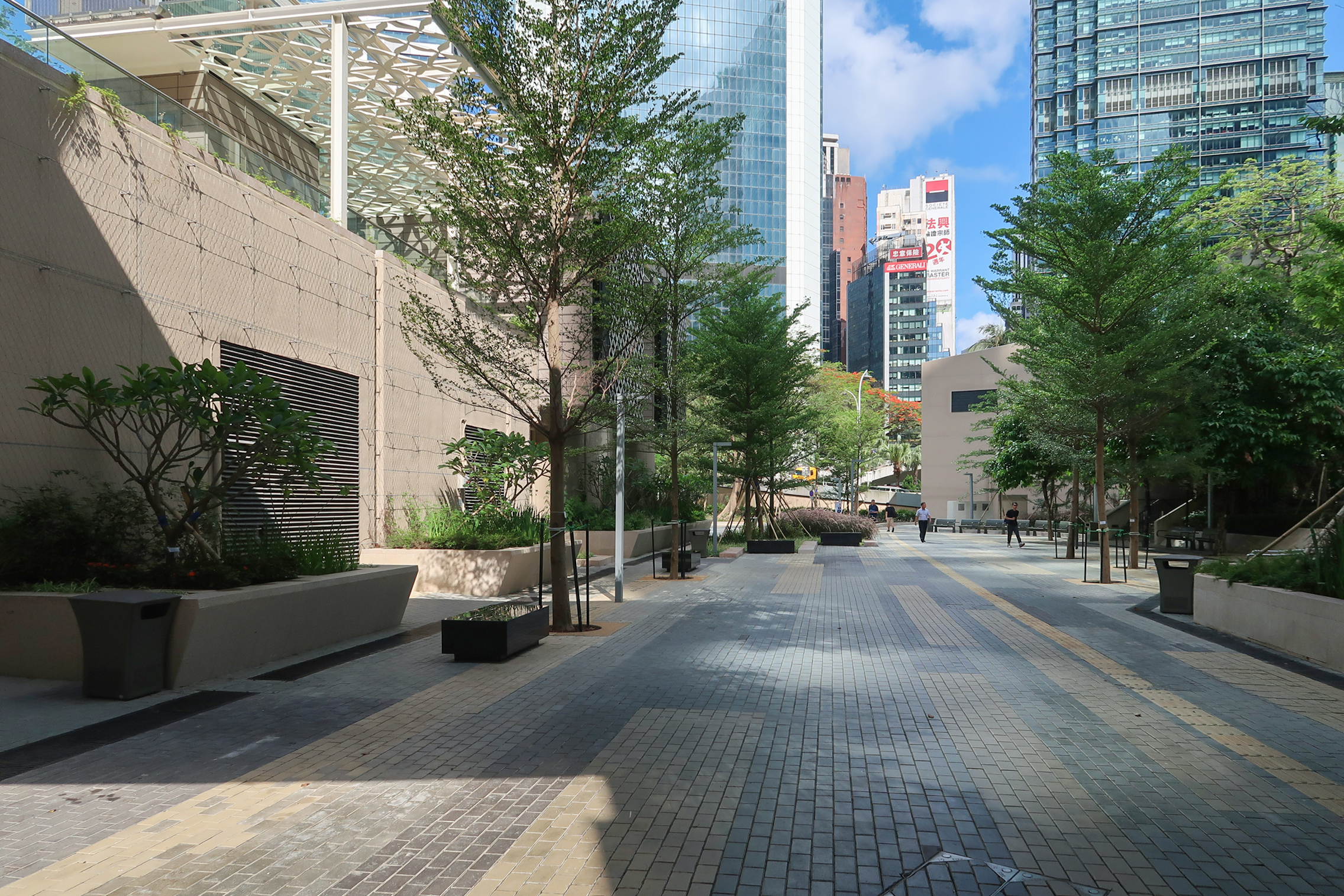
花園地面通道
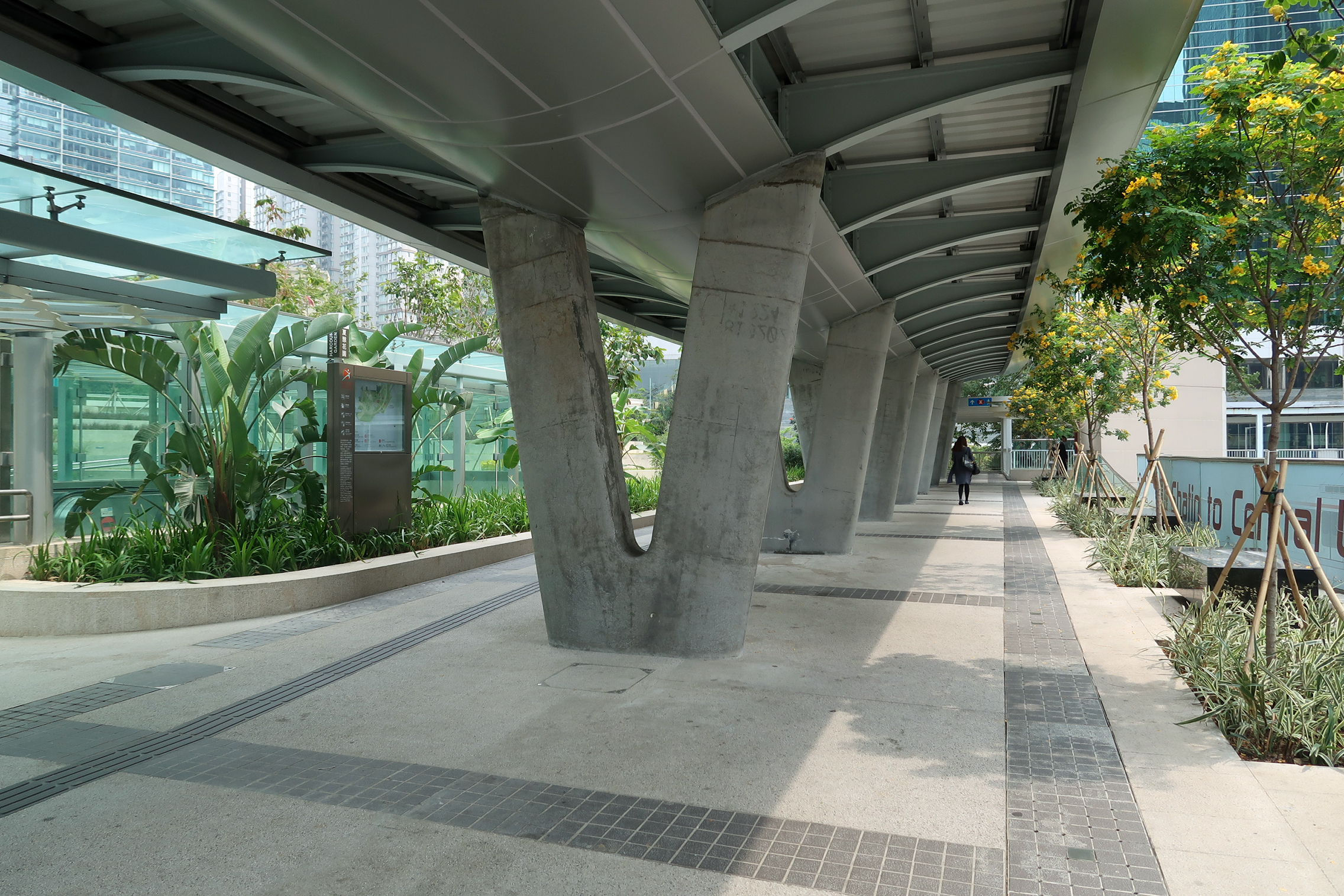
平台行人通道

## 禁煙安排
此場地全面禁煙。

## 公共交通
夏慤花園設有行人隧道通往港鐵金鐘站及太古廣場，亦有行人天橋接連金鐘廊商場。

## 鄰近地標
- 香港紅十字會
- 中信大廈
- 香港警察總部
- 香港演藝學院
- 金鐘廊商場、統一中心、海富中心
- 遠東金融中心
- 力寶中心 (香港)
- 太古廣場
- 香港JW萬豪酒店
- 港麗酒店、港島香格里拉酒店
- 軍器廠街
- 大佛口
- 政府總部

## 外部連結
- 中原地圖上的夏慤花園[]